# Куњешов
Куњешов (слч. Kunešov) насељено је мјесто са административним статусом сеоске општине (слч. obec) у округу Жјар на Хрону, у Банскобистричком крају, Словачка Република.

## Становништво
| Година:    | 1994. | 2004.   | 2014.   | 2024.    |
| ---------- | ----- | ------- | ------- | -------- |
| Број људи: | 262   | 252     | 238     | 197      |
| Разлика:   |       | -3,81 % | -5,55 % | -17,22 % |

| Година:    | 2023. | 2024.   |
| ---------- | ----- | ------- |
| Број људи: | 203   | 197     |
| Разлика:   |       | -2,95 % |

Према подацима о броју становника из 2011. године насеље је имало 248 становника.